# Botarga (personaje)

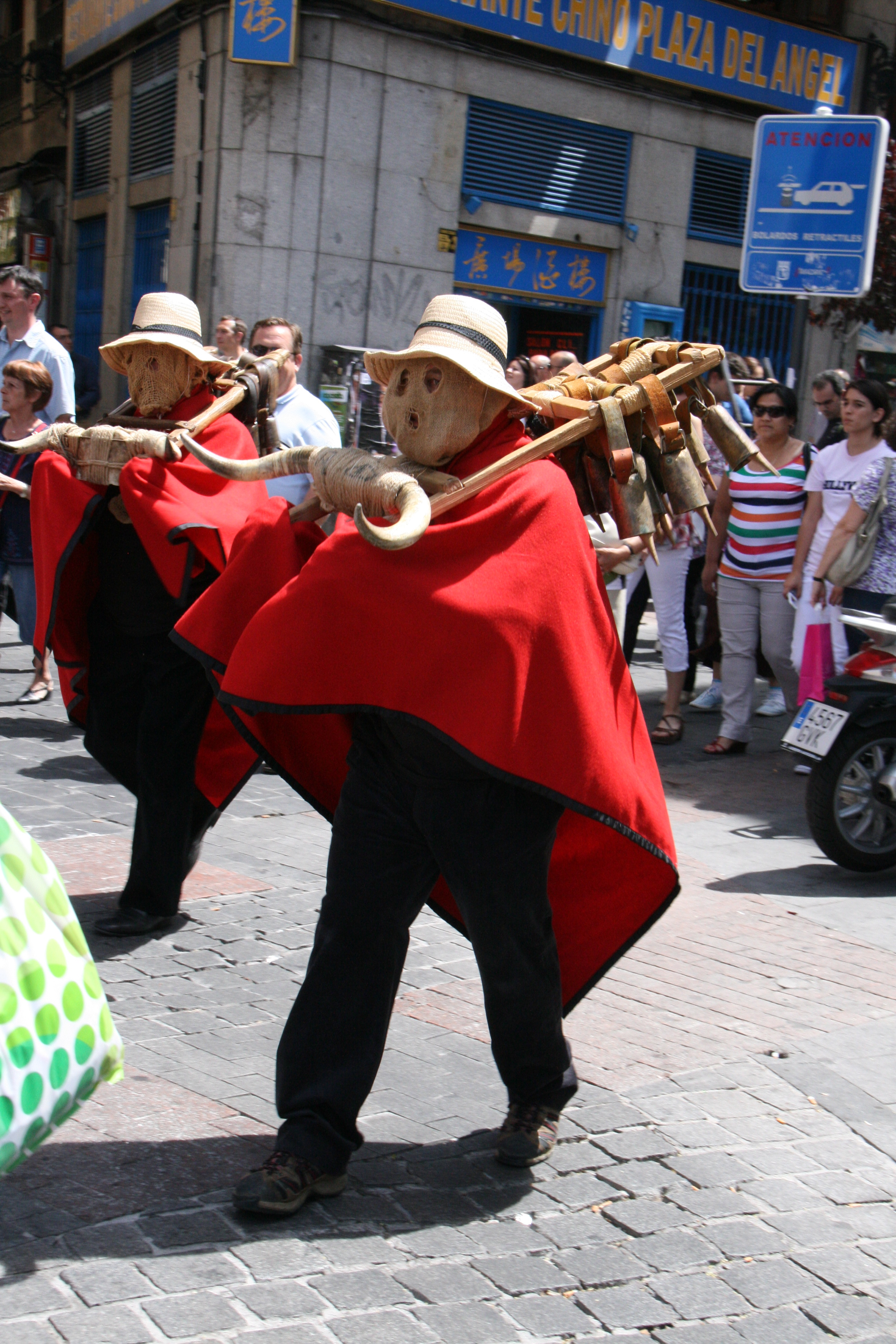
Vaquillones de Villares de Jadraque (Guadalajara) en Castilla-La Mancha

La botarga es un personaje ataviado grotescamente que participa en ciertas celebraciones (mojigangas, carnavales y otros) típicas de varias regiones de España y de otros países. Como personaje, la botarga es un arquetipo de la Antigüedad, procedente de la mitología ibera, que fue incorporado a las festividades católicas como representación del jolgorio y de la lujuria. Son tradicionales en distintos lugares del Norte de Guadalajara, España, y como festividad cristiana fue trasladada a México y otros enclaves de Hispanoamérica. Aparece en las fechas que anteceden al Carnaval, si bien hay algunas desplazadas al periodo estival, posiblemente debido a la trashumancia, dado el carácter rural de estos personajes. La botarga baila al compás de la música y persigue a los vecinos para golpearles con un garrote.
Sus atributos varían según las zonas, pero suelen consistir en una máscara, traje de colores vivos, rabo y genitales bovinos. En ocasiones, llevan cuernos, y en la mano portan siempre un instrumento de azote, sea látigo, cachiporra o, en ocasiones, castañuelas. Calza unas albarcas y suele acompañarse de un bastón en la otra mano, con el que marcan el ritmo cuando se presentan conjuntamente con danzantes. A veces, porta una sarta de cencerros que le cuelgan del cinto. Otras veces, aparece jorobado. El investigador costumbrista José Ramón López de los Mozos conjetura que se trata de una «festividad vegetal», un espíritu del bosque, cuya intervención, a través de sus danzas, permitía lograr buenas cosechas. La fiesta de Valdenuño Fernández, con su «danza de paloteo», de la que se tiene constancia documental desde 1721, ha sido reconocida como de «interés turístico regional».

## Etimología
El término es un antroponímico procedente del actor italiano del siglo XVI, representante de la Commedia dell'Arte, Stefanello Bottarga, que se vestía con máscaras y atuendos estridentes y muy coloristas.